# Adhir Kalyan
Adhir Kalyan (* 4. srpna 1983, Durban, KwaZulu-Natal, Jihoafrická republika) je jihoafrický herec známý svou rolí Timmyho v americkém seriálu Pravidla zasnoubení (2007–2013).

## Mládí
Adhir se narodil v Durbanu v Jihoafrické republice do indické rodiny. Jeho matka Santosh Vinita Kalyan, přezdívaná Sandy, je členkou parlamentu Jihoafrické republiky, kde reprezentuje demokratickou alianci. Adhir zakončil své studium na Crawford College v Durbanu.

## Kariéra
V roce 2005 se přestěhoval do Londýna se záměrem odstartovat svou hereckou kariéru. První role byla Arjamand Younis v seriálu stanice BBC Holby City (8. řada). Také hrál v seriálu Spooks (5. řada) a na irské stanice RTÉ One v seriálu Fair City jako Ramal Kirmani.
Později hrál v krátkém americkém sitcomu Mimoni v Americe jako student z Pákistánu ve Wisconsinské rodině. Ve vedlejší rolích se objevil v 5. řadě seriálu Plastická chirurgie s. r. o. a od 3. řady v seriálu Pravidla zasnoubení hrál Timmyho, asistenta Davida Spade.
V roce 2009 si zahrál ve filmu Policajt ze sámošky jako Pahud, teenagera který se zamiloval do dívky jménem Parisa. V tomto roce také hrál ve filmech Lítám v tom a Loudilové. V roce 2010 si zahrál ve filmu Mládí v hajzlu a v roce 2011 ve filmu Hlavně nezávazně. V roce 2015 začal hrát jednu z hlavních rolí ve sci-fi seriálu Druhá šance.

## Osobní život
V roce 2015 se zasnoubil s Emily Wilson v nemocnici. Dvojice se vzala 1. října 2016 v Palm Springs v Kalifornii.

## Filmografie

### Film
| Rok  | Název                | Role             | Poznámky   |
| ---- | -------------------- | ---------------- | ---------- |
| 2004 | The Eastern Bride    | Omar Yaseen      | Video film |
| 2009 | Policajt ze sámošky  | Pahud            |            |
| 2009 | Loudilové            | Brewster         |            |
| 2009 | Lítám v tom          | Irate IT worker  |            |
| 2009 | Mládí v hajzlu       | Vijay Joshi      |            |
| 2010 | High School          | Sebastian Saleem |            |
| 2011 | Hlavně nezávazně     | Kevin            |            |
| 2014 | Buttwhistle          | Hate Crime John  |            |
| —    | A Nice Girl Like You | Paul Goodwin     |            |
| —    | Our Chemical Hearts  | Kem Sharma       |            |

### Televize
| Rok       | Název                        | Role            | Poznámky                                                   |
| --------- | ---------------------------- | --------------- | ---------------------------------------------------------- |
| 2006      | Holby City                   | Arjmand Younis  | díl: „Lead Us Not Into Temptation“                         |
| 2006      | Mi5                          | Samir           | díl: „5.3“                                                 |
| 2006–2007 | Fair City                    | Ramal Kirmani   | 7 dílů                                                     |
| 2007–2008 | Mimoni v Americe             | Raja            | hlavní role, 18 dílů                                       |
| 2009      | Plastická chirurgie s. r. o. | Raj Paresh      | 3 díly                                                     |
| 2009–2013 | Pravidla zasnoubení          | Timmy           | vedlejší role (3. řada), hlavní role (4.–7. řada), 70 dílů |
| 2016      | Druhá šance                  | Otto Goodwin    | hlavní role, 11 dílů                                       |
| 2016      | Square Roots                 | Daneesh Desai   | TV film                                                    |
| 2016–2017 | I Love Dick                  | Geoff           | 6 dílů                                                     |
| 2017      | Brothered Up                 | Farooq Siddiqui | TV film                                                    |
| 2018–2019 | Arrested Development         | Adhir           | 3 díly                                                     |
| 2018      | The Guest Book               | Vali            | díl: „Let Me Put You on a Brief Hold “                     |
| 2018      | Making Friends               | Mark            | TV film                                                    |
| —         | To Whom It May Concern       | Tanner          |                                                            |
| 2021–2022 | The United States of Al      |                 |                                                            |